# Epanomi
Epanomi (griechisch Επανομή (f. sg.)) ist ein Ort im Nordwesten der Halbinsel Chalkidiki wenige Kilometer von der Küste der Thermaikos Bucht. Obwohl Epanomi in der geographischen Region Chalkidiki liegt, gehört Epanomi zum Regionalbezirk Thessaloniki und bildet zugleich die südwestliche Ecke der Metropolregion Thessaloniki.

## Verwaltungsstruktur
Die Kleinstadt Epanomi wurde 1918 als Landgemeinde (kinotita) anerkannt (bis 1940 mit der Schreibweise Επανωμή), in den folgenden Jahrzehnten um einige umgebende Siedlungen erweitert und 1994 zur Stadtgemeinde (dimos) erhoben. Mit Inkrafttreten des griechischen Kommunalverwaltungsreformgesetzes 1997 kam die Nachbargemeinde Mesimeri hinzu; die Stadt Epanomi wurde Sitz dieser Gemeinde. Mesimeri befindet sich ostsüdöstlich der Kleinstadt Epanomi in einer Entfernung von 7 km Luftlinie. Im Herbst 1998 wurden erstmals Wahlen zur Volksvertretung in der Gemeinde Epanomi durchgeführt. Mit der Verwaltungsreform 2010 wurde Epanomi zusammen mit der Nachbargemeinde Michaniona in die Gemeinde Thermaikos eingemeindet, wo es seither einen der drei Gemeindebezirke bildet.

## Bevölkerung
Die Gemeinde Epanomi hatte bei der letzten griechischen Volkszählung 2011 eine Einwohnerzahl von 10.810. Mesimeri hat im Gegensatz zu den 8979 Einwohnern der Kleinstadt Epanomi lediglich 1842 Einwohner. 1991 lebten im Bereich der damals selbstständigen Gemeinden Epanomi und Mesimeri 1831 Einwohner. 1981 waren es in Mesimeri 761 Einwohner und in Epanomi 4908 Einwohner. Im Gleichklang mit den anderen Gemeinden der Metropolregion Thessaloniki hat ein Bevölkerungszuwachs im letzten Jahrzehnt des 20. Jahrhunderts stattgefunden.

## Geographie und Umwelt
Das Gebiet der Gemeinde Epanomi erstreckt sich von der Küste des Thermaischen Golfs im Westen in das Landesinnere der Halbinsel Chalkidiki nach Osten und grenzt dabei im Norden an die Gemeinden Michaniona und Thermaikos, im Nordosten und Osten an die Gemeinden Thermaikos und Mikra sowie im Süden an die Gemeinde Kallikratia, welche bereits zum Regionalbezirk Chalkidiki zugehörig ist. Der Hafen von Epanomi, Skala Epanomis, liegt in 4 km Entfernung Luftlinie im Südwesten des Ortszentrums von Epanomi. Das Gebiet der Gemeinde Epanomi ist am Thermaischen Golf eben. Nach Nordosten und Osten hin steigt das Gelände durch Hügel und Ausläufer des Berges Kalavros auf mehr als 100 m über dem Meeresspiegel an. Epanomis Ortszentrum hat eine Höhe von 40 m, das Ortszentrum von Mesimeri eine Höhe von 124 m über dem Meeresspiegel. Der Teil des Thermaischen Golfs vom Kap Megalo Karaburnu im Norden bis zum Kap Epanomi im Süden wird auch als Golf von Epanomi oder Bucht von Epanomi bezeichnet, da die beiden Landvorsprünge mit dem Kap Megalo Karaburnu und Kap Epanomis diesen Teil des Thermaischen Golfes unterteilen.
Im Südwesten des Gemeindegebietes (5 km Luftlinie vom Ortszentrum Epanomis) findet sich eine Lagune (Limnothalassa Epanomis; Tsairi), welche nach Auffassung der griechischen ornithologischen Gesellschaft zu den wichtigen Gebieten mit Vögeln in Griechenland zählt. Das so bezeichnete Gebiet hat eine Fläche von 450 Hektar und besteht aus niedrigen Sanddünen, Salzmarschen und der Lagune selbst sowie noch aus Sandstränden unmittelbar am Thermaischen Golf. Auf nationaler und internationaler Ebene ist dieses Gebiet besonders als Bestandteil des Natura2000-Programms der Europäischen Union besonders geschützt. In den Fokus öffentlicher Aufmerksamkeit gelangte die Lagune 2006 durch den Ausbruch des H5N1-Virus. Die Lagune samt dem Schutzgebiet befindet sich auf einer nach West-Südwesten ausgerichteten flachen Halbinsel der Chalkidiki, welche sich in den thermaischen Golf wie vor beschrieben erstreckt und im Kap Epanomi endet.
Das Gemeindegebiet weist keine ganzjährig wasserführenden Flüsse auf. Ebenso sind keine Seen zu finden.
Die Entfernung von Epanomi nach Thessaloniki im Norden beträgt 22 km, von Epanomi zum Flughafen Thessaloniki im Nord-Nordwesten 11 km, von Epanomi zur Nachbarortschaft Nea Michaniona im Nordwesten 7 km und nach Nea Moudania im Südosten 37 km (alle Angaben Luftlinie).

## Geschichte
Das Gebiet der heutigen Gemeinde Epanomi gehörte in der Antike zur Landschaft Krusis, welche die Westspitze der Halbinsel Chalkidiki mit dem Kap Megalo Karaburnu umfasste und sich ins Landesinnere bis an die Höhenzüge des Kalavros erstreckte. Im westlichen Teil der Landschaft Krusis befand sich das Siedlungsgebietes der Stadt Aineia (altgriechisch Αἴνεια), welches heutzutage die westlichen und nordwestlichen Teile des Gemeindegebietes von Epanomi umfassen würde. Die Stadt Aineia selbst lag am Kap Megalo Karaburnu, der nördlichen Begrenzung der Bucht von Epanomi. Ihr Siedlungsgebiet erstreckte sich nach Osten und nach Süden entlang der Küste der Bucht von Epanomi. Knapp südlich des Kaps Epanomi befanden sich die antiken Siedlungen Skapsa und Smila, letztere lag davon dem heutigen Gemeindegebiet von Epanomi am nächsten. Im Landesinneren in der Gegend des heutigen Mesimeri und Kato Scholario befanden sich die antiken Siedlungen von Tinde und Kithas.
Die erste gesicherte Erwähnung von Aineia stammt von Herodot. Im 6. Jahrhundert vor Christus werden von der Stadt Aineia Silbermünzen geprägt. Ainia und Skapsa gehörten seit Beginn des Bündnisses zum Attischen Seebund. Tinde, Kithas und Smila hingegen werden in den Tributlisten des attischen Seebundes erst ab den 30er Jahren des 5. Jahrhunderts vor Christus erwähnt. Beim Abfall der chalkidischen bzw. chalkidikischen Städte vom Attischen Seebund 432 vor Christus verblieb die Stadt Ainia und damit auch das Gebiet um die heutige Gemeinde Epanomi im Attischen Seebund und stand mit Athen gegen den von der Stadt Olynthos geführten Chalkidikischen Bund. Dessen weitere Expansion hat wahrscheinlich auch die Zugehörigkeit von Aineai zum Attischen Seebund 382 vor Christus beendet. Eine gesicherte Erkenntnis hierüber ist nicht verfügbar. Mit der Niederlage des Chalkidikischen Bundes unter Olynthos bei dessen Eroberung und Vernichtung durch Philipp II. 348/349 vor Christus kommt Aineia wie auch das gesamte andere Gebiet der Chalkidiki unter Kontrolle des Königreichs Makedonien. Mit der Gründung von Thessaloniki im Jahr 315 vor Christus verliert Aineia einen Teil seiner Einwohnerschaft an die Neugründung. Während der römisch-makedonischen Kriege bis 168 vor Christus ist die Existenz von Aineia überliefert.

## Wirtschaft
Die wirtschaftlichen Hauptbetätigungsfelder der Bewohner der Gemeinde Epanomi sind die Landwirtschaft und der Tourismus. In der Landwirtschaft spielt der Anbau von Wein eine gesonderte Rolle. Auch die Herstellung des Tresterschnapses Tsipouro hat in Epanomi eine längere Tradition.

## Verkehr
Im Osten Epanomis in unmittelbarer Nachbarschaft zu Mesimeri verläuft von Norden nach Südosten die Nationalstraße 67, welche von Thessaloniki nach Nea Moudania führt. Diese ist unterdessen als vierspurige Autobahn ausgebaut. Darüber hinaus ist Epanomi durch asphaltierte Straßen an das griechische Straßennetz angeschlossen, welches die Hauptlast des öffentlichen (Busse, z. B. KTEL bzw. OASTh) wie auch des Individualverkehrs trägt. Einen Eisenbahnanschluss hat Epanomi nicht. Allerdings gibt es Überlegungen und Planungen analog zu Athen auch die Metropolregion Thessaloniki mit einem Nahverkehrseisenbahnsystem (vergleichbar der deutschen S-Bahn) zu versehen. Eine hierbei angedachte Trasse würde von Thessaloniki nach Nea Moudania über Epanomi führen. Eine kurz- oder auch mittelfristige Realisierung ist aber aufgrund der Kosten infolge der topographischen Verhältnisse nicht zu erwarten.